# Флёровская гимназия
Частная мужская гимназия А. Е. Флёрова — учебное заведение в Москве, образована из прогимназии в 1907 году, а открыта в 1910 году.

## История гимназии
Сначала прогимназия, а затем гимназия, размещалась в нанятых помещениях дома Элькинда на углу Мерзляковского переулка и Большой Никитской улицы. Одновременно Александр Ефимович Флёров начал строительство собственного здания для гимназии. Прогимназия давала шестилетнее образование. Флёров собрал сильный педагогический коллектив из 12 педагогов. Из прогимназии в гимназию перешли все 118 человек, которые на тот момент учились в ней.

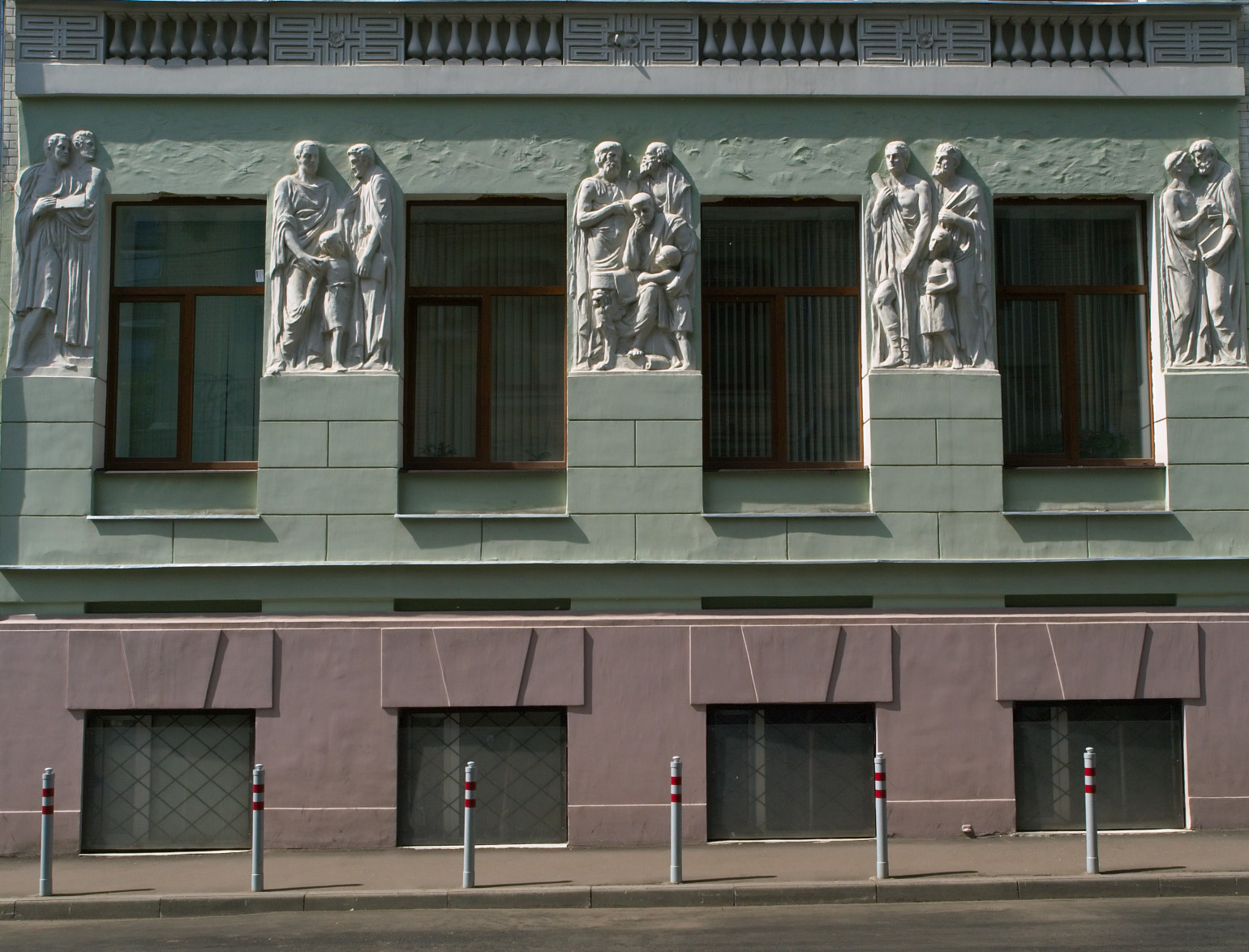
Здание гимназии.

Построенное по проекту архитектора Н. И. Жерихова собственное здание гимназии протянулось вдоль Мерзляковского переулка; на углу с Медвежьим переулком был вход для педагогов; на верхнем этаже проживала часть гимназистов. Гимназия была дорогая.
С 1911 года директором стал Александр Сергеевич Барков. В этом же году было создано Общество попечения об учениках гимназии; в его Правление вошли многие значительные в те годы лица, так, в комиссии по организации концертов были Вера Николаевна Обухова, Варвара Николаевна и Иван Андреевич Рыжовы — эта комиссия устраивала платные концерты, доход от которых шёл на благоустройство школы и на оплату обучения нескольких малоимущих учеников.
Плата за обучение в гимназии была вдвое выше, чем в казённой, поэтому там учились дети состоятельных, интеллигентных родителей.
В 1918 году вместо гимназии была открыта семилетняя общеобразовательная школа с совместным обучением мальчиков и девочек,  которая в 1921 году стала называться «Единая трудовая опытно-показательная школа №10 МОНО».

## Выпускники
См.: Выпускники Флёровской гимназии
Среди выпускников гимназии были:
1916
- Филипп Вермель
- Николай Тимофеев-Ресовский

1917
- Игорь Ильинский
- Николай Рыжов

1918
- Василий Зубов (золотая медаль)
- Александр Реформатский

В гимназии начал учиться, а окончил уже школу № 10 МОНО Михаил Заборский

## Преподаватели
В 1912 году в гимназии работали 26 человек, в том числе 3 женщины.

Во Флёровской гимназии был необычайно высокий даже для столичных гимназий — московских, петербургских, харьковских, одесских — процент талантливых учителей. Ну, просто талантливых в каком-то смысле! Многие из них были талантливые люди кроме всего прочего, некоторые были чудаки, другие были действительно довольно крупными специалистами. У нас, в сущности, в каждом классе было по меньшей мере три-четыре очень хороших талантливых учителя. 
— Николай Владимирович Тимофеев-Ресовский Воспоминания
- А. С. Барков, директор — география[3]
- С. Н. Блажко[2]
- К. И. Горбачевский — латинский язык (до 1915)[4]
- Борис Эсперович и Анатолий Эсперович Жадовские — зоология и ботаника, соответственно
- Н. Т. Зерченинов — математика[5]
- А. П. Калитинский — география и естествознание (с 1914)[6]
- Н. Н. Лузин — математика (с 1914)
- О. В. Львова — французский язык (с 1910)[7]
- С. И. Огнёв — зоология (с 1911)
- Б. Ф. Розанов — физика[8]
- А. Н. Славянов — химия[9]
- В. М. Фишер — русский язык и литература (с 1913)[10]